# Supercoppa di Cipro 2015
La 47ª edizione della Supercoppa di Cipro si è svolta il 12 agosto 2015 allo Stadio Neo GSP di Nicosia tra l'APOEL, vincitrice della A' Katīgoria 2014-2015 e della coppa nazionale, e l'AEL Limassol, finalista perdente della coppa nazionale.
A vincere il trofeo è stato, per la quarta volta nella sua storia, l'AEL Limassol.

## Tabellino
| Arbitro: | Nikolaides |

|  |                      |  |
|  | Tiri di rigore 3 – 4 |  |